# Тохирий, Муиджон Ваххабович
Тохирий Муиджон Ваххабович (род. В 1965 году, в городе Ташкенте) – Председатель Государственного таможенного комитета Республики Узбекистан с 20 декабря 2016 года по 12 февраля 2018 года. Генерал-майор.

## Биография
с 2003 по 2007 - начальник Управления СНБ по Наманганской и Андижанской областей. 
с 2007 по 2008 - заместитель председателя Службы национальной безопасности Узбекистана (СНБ).
с 2008 по 2010 - заместитель секретаря Совета национальной безопасности Республики Узбекистан.
С сентября 2010 по июнь 2011 - государственный советник президента Узбекистана, отвечающий за координацию деятельности правоприменительных, силовых и фискальных ведомств Республики.
С июня 2011 по декабрь 2016 - вновь заместитель председателя Службы национальной безопасности (СНБ) Узбекистана, также с 2013 года возглавлял службу безопасности первого президента Узбекистана Ислама Каримова.
с 20 декабря 2016 года по 12 февраля 2018 года председатель Государственного таможенного комитета Республики Узбекистан.
21 декабря 2018 года арестован. Ему было предъявлено обвинение в халатности, превышении служебных полномочий, растрате государственного имущества.
16 мая 2019 года Ташкентским городским судом приговорён к штрафу в размере 400 минимального размера заработной платы (около 81 миллинон сум), также лишением свободы к 3 годам и 6 месяцев.
Награждён орденом «Жалолиддин Мангуберди».